# Jaani Peuhu
Jaani Peuhu (ur. 17 sierpnia 1978 w Anjalankoski) – fiński muzyk, producent i twórca tekstów. Jest założycielem i wokalistą fińskiego zespołu Iconcrash i aktualnie pracuje nad solowym albumem.

## Życiorys
Peuhu urodził się w Anjalankoski w Finlandii jako dziecko muzyka jazzowego Kari Peuhu, oraz fotografki, Heli Ahoniitty. W wieku 7 lat zaczął karierę muzyczną kiedy zaczął grać na pianinie; rok później zaczął się uczyć gry na perkusji.
W wieku 13 lat założył pierwszy zespół o nazwie Chaoslord. Rok później dał pierwszy występ w Ruovesi.
Peuhu grał na perkusji w kilku zespołach, m.in. Scarlet Youth, Varjo, Deadbabes, Myyt, Mary-Ann, Billy-Goats, Jalankulkuämpäri i Vuk.
Jaani rozpoczął karierę solową w 2004 roku, kiedy stworzył pierwsze nagranie jako wokalista/ autor tekstów pod nazwą Iconcrash.
Pracował również jako producent i gościnny muzyk z artystami takimi jak: Before the Dawn (zespół), Swallow The Sun, To/Die/For, Thunderstone, Wiidakko i Anna Eriksson.
Od pierwszego albumu Iconcrash „Nude” (2005) Peuhu grał wraz z zespołem w Wielkiej Brytanii, Finlandii, Rosji, Niemczech, Włoszech, krajach bałtyckich oraz w USA.
We wrześniu 2012 Jaani Peuhu ogłosił rozpoczęcie kariery solowej i aktualnie pracuje nad swoim solowym albumem w Londynie i Helsinkach.

## Nagrody
W 2012 singiel „We are the Night” zespołu Iconcrash dostał się do finału krajowych eliminacji do Eurowizji, a w 2009 Jaani Peuhu współtworzył utwór „10,000 Light Years” dla zespołu Kwan wraz z Pauli Rantasalmi z The Rasmus, która zakwalifikowała się do finału Eurowizji.

## Dyskografia
Mary-Ann
- 1998 MCD: Deeper Sin

Billy-Goats
- 1999 MCD: All These Fears

Jalankulkuämpäri
- 2002 CDS: TIP
- 2003 CDS: 9E
- 2007 Album: Koska Olen Hyvä Rouva

Deadbabes
- 2003 MCD: The Drug

Iconcrash
- 2003 Promo: Happy?
- 2004 Split-EP: Viola loves Iconcrash
- 2005 Album: Nude
- 2008 Soundtrack: Clive Barker’s Midnight Meat Train
- 2008 Mama Trash 2 Compilation
- 2008 Soundtrack: Blackout
- 2009 Single: Strange, Strange Dark Star
- 2009 Single: Everlasting
- 2010 Single: Sleeper
- 2010 Album: Enochian Devices
- 2011 Single: Delete
- 2011 Single: Stockholm
- 2011 Album: Inkeroinen
- 2012 Single: We Are The Night
- 2012 Album: Inkeroinen (Special edition including: We Are The Night)

Viola
- 2004 Split-EP: Viola loves Iconcrash
- 2005 Album: Melancholydisco

Ratas
- 2001 MCD: Kuumaa Laavaa
- 2002 MCD: Ilmaa

Luomakunta
- 2002 Album: Alta

Before the Dawn
- 2000 Promo: To Desire
- 2001 MCD: Gehenna
- 2002 MCD: My Darkness
- 2003 Album: My Darkness
- 2004 Album: 4:14 am
- 2005 DVD: The First Chapter

Varjo
- 2000 CDS: Korvaamaton
- 2000 CDS: Maailmanpyörä
- 2000 Album: Kuka Korvaa Poistetun Sydämen
- 2001 Download Single: Tänä Kesänä
- 2003 Album: Paratiisissa
- 2009 Album: Ensinäytös 1997

Thunderstone
- 2009 Album: Dirt Metal

Swallow the Sun
- 2006 Album: Hope
- 2006 CDS: Don’t Fall Asleep

Anna Eriksson
- 2007 Album: Ihode
- 2008 Album: Annan Vuodet

Scarlet Youth
- 2009 MCD: Breaking The Patterns
- 2010 Album: Goodbye Doesn’t Mean I’m Gone

Kwan
- 2009 CDS: 10 000 Light Years

Black Sun Aeon
- 2009 MCD: Dirty Black Summer EP
- 2009 Album: Darkness Walks Beside Me
- 2010 Album: Routa
- 2011 Album: Blacklight Deliverance

Rain Diary
- 2010 Single: Lost

Grendel
- 2011 Album: Corrupt To The Core

Wiidakko
- 2011 Single: Seis seis seis
- 2011 Single: Odessa
- 2011 Album: Wiidakko (Release date: 30.11.2011)

Hevisaurus
- 2011 Album: Räyhällistä Joulua

To/Die/For
- 2011 Album: Samsara (Release date: 14.12.2011)